# فهد البتيري
فهد البتيري (12 مايو 1985)، ممثل وكاتب وكوميدي سعودي. قدم برنامج لا يكثر على موقع يوتيوب وهو أول سعودي يقدم عرض ستاند أب كوميدي وأحد مؤسسي مجموعة تلفاز 11. غطت وسائل إعلام عالمية نشاطه منها نيويورك تايمز وصحيفة الشرق الأوسط.

## حياته ومسيرته

### نشاطه الكوميدي
ولد فهد البتيري في مدينة الخبر بالمملكة العربية السعودية. بدأ عروض الكوميديا الارتجالية (بالإنجليزية: Stand-up comedy) في عام 2006 أثناء دراسته في جامعة تكساس في أوستن الأمريكية حيث قدّم عرضه الأول في نادي الطلاب لكنه لم يكن موفقًا، تبع ذلك عرض في نادي كوميدي في أوستن حصل بعد ذلك على فرصة للعرض في البحرين في عام 2008 أمام 4000 حاضر ثم في بلده في عام 2009 ثم في اليمن في عام 2010 أمام حوالي 500 حاضر ثم في بلده مرة أخرى في حلبة الريم قرب مدينة الرياض في عام 2011 أمام حوالي 1000 حاضر وفي 7 نوفمبر 2010. قدم الحلقة الأولى من برنامج لا يكثر على يوتيوب الذي أصبحت ضمن من أعلى قنوات اليوتيوب في عدد المشتركين من السعودية. بالإضافة إلى كونه مقدم وكاتب رئيسي لبرنامج لا يكثر في مواسمه الثلاث، فهو عضو سابق وأحد مؤسسي مجموعة تلفاز 11. في مارس 2013، أطلقت كل من صحيفتا واشنطن بوست وذا ناشيونال على فهد البتيري لقب "ساينفيلد المملكة العربية السعودية". في 15 يناير 2016، قدم فهد البتيري عرضًا في هوليوود لاف فاكتوري (بالإنجليزية: Laugh Factory) مع ماز جبراني وتوني روك وستيف هوفستيتر وغيرهم. كان أول كوميدي سعودي محترف يؤدّي عرضًا في لاف فاكتوري. في العام ذاته في 2016، قام فهد البتيري بمغادرة مجموعة تلفاز11 وإيقاف نشاطه في موقع يوتيوب والانتقال إلى الأعمال التلفزيونية والسينمائية.

### لا يكثر

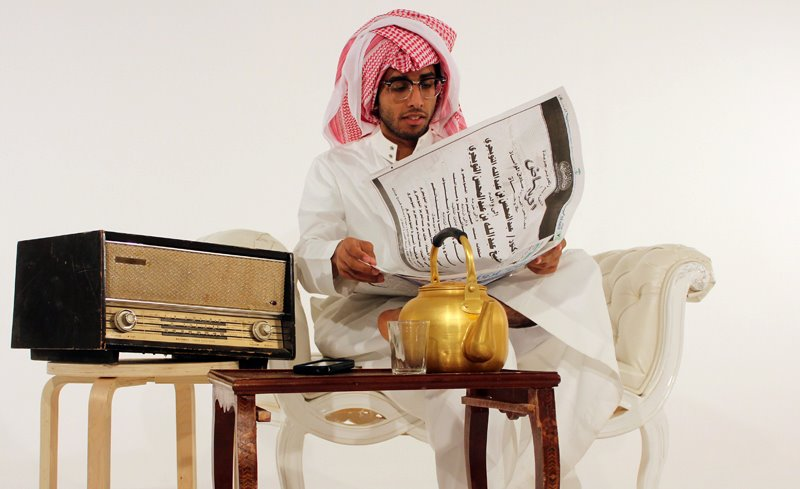
البتيري في إحدى حلقات عرضه اليوتيوبي لا يكثر.

في عام 2010، بدأ فهد البتيري عرضه الخاص على يوتيوب بعنوان لا يكثر. بدأ قناة يوتيوب مع زميله الكوميدي السعودي إبراهيم الخير الله الذي يكتب البرنامج مع البتيري والمخرجين السعوديين علي الكلثمي وعلاء يوسف. حتى الآن، كانت واحدة من أسرع قنوات يوتيوب السعودية نموًا؛ حيث حصلت على أكثر من 4000 مشترك في شهرها الأول، ووصلت إلى مليون مشترك في موسمها الثالث من العرض. وهي حاليًا من أكثر القنوات السعودية اشتراكًا على موقع يوتيوب. حصد الفيديو الأكثر شعبية للا يكثر أكثر من خمسة ملايين مشاهدة.
أوضح البتيري أن العرض من حيث المحتوى يتعامل بشكل رمزي مع بعض القضايا الاجتماعية والسياسية في المملكة العربية السعودية. سمح نجاح العرض بتأسيس تلفاز11، وهي شبكة لتوزيع محتوى ترفيهي عبر الإنترنت، وإنشاء عرض على يوتيوب بعنوان التمساح Temsa7LY، أُنشئ بالكامل لشخصية دمية التمساح التي ظهرت لأول مرة على لا يكثر. Temsa7LY لديه الآن أكثر من 2 مليون مشترك وأكثر من 100 مليون مشاهدة.
منذ ذلك الحين، عمل البتيري في العديد من قنوات يوتيوب الأخرى ضمن شبكة تلفاز 11.

## أعماله

### أفلام
| السنة | العنوان        | الدور      | الملاحظات   | مصدر   |
| ----- | -------------- | ---------- | ----------- | ------ |
| 2015  | من ألف إلى باء | يوسف 'جاي' |             | [ 14 ] |
| 2019  | راشد ورجب      | فهد        |             | [ 14 ] |
| 2020  | حب فوق القانون | كاتب       | قيد الإنشاء |        |
| 2023  | الخلاط+        | ممثل       |             | [ 14 ] |

### مسلسلات
| السنة | العنوان                   | الدور                   | الملاحظات                                              |        |
| ----- | ------------------------- | ----------------------- | ------------------------------------------------------ | ------ |
| 2012  | شفت الليل                 | متسوق (بدون تسمية)      | حلقة: في سوبر ماركت قريب جداً جداً القناة: روتانا خليجية |        |
| 2017  | أميريكان داد!             | بير جريلز (عربي)        | حلقة: "The Bitchin' Race" صوت غير معتمد                |        |
| 2017  | CUT                       | عبد الرحمن              | القناة: إم بي سي 1 وشاهد                               | [ 15 ] |
| 2021  | فندق الأقدار              | كاتب السيناريو          | القناة: شاهد                                           | [ 14 ] |
| 2022  | المكتب (ذا أوفيس السعودي) | طلال البويباني / الكاتب | القناة: إم بي سي 1 وشاهد                               | [ 16 ] |
| 2024  | ثانوية النسيم             | أبو وائل                | منصة شاهد                                              | [ 17 ] |

### برامج يوتيوب
- لا يكثر
- خمبلة
- فليم

## اعتقاله
في مارس 2018 اعتقل فهد البتيري في الأردن. وقد اقتيد من الأردن إلى السعودية بطائرة خاصة. زوجته السابقة لجين الهذلول تم اعتقالها وثم الإفراج عنها في 10 فبراير 2021.

## وصلات خارجية
- فهد البتيري على موقع IMDb (الإنجليزية)
- فهد البتيري على موقع قاعدة بيانات الأفلام العربية
- فهد البتيري على موقع ميوزك برينز (الإنجليزية)
- فهد البتيري على موقع قاعدة بيانات الفيلم (الإنجليزية)